# ザ・ビーンズ
『ザ・ビーンズ』（The Beans）は、角川書店が発行するライトノベル雑誌で『ザ・スニーカー』の増刊誌である。主にビーンズ文庫で出版されているシリーズものの外伝などの短編を中心にアニメ化された作品の特集なども掲載している。また、ビーンズ小説大賞の結果、中間結果や選評、各賞受賞作なども掲載している。2011年7月にリニューアルされて、『プレミアム・ザ・ビーンズ』が刊行された。同一のものとして本項目では扱う。

## 主な掲載作品
| - 赤き月の廻るころ（岐川新） - アネットと秘密の指輪（雨川恵） - アラバーナの海賊たち（伊藤たつき） - 貴族探偵エドワード（椹野道流） - 宮廷神官物語（榎田ユウリ） - 光炎のウィザード（喜多みどり） - 彩雲国物語（雪乃紗衣） - 佐和山物語（九月文） - 斬月伝（菅沼理恵） - シュガーアップル・フェアリーテイル（三川みり） - 少年陰陽師 我、天命を覆す （結城光流） - 少年伯爵シリーズ（流星香） | - スカーレット・クロス（瑞山いつき） - セイント・バトラーズ（志麻友紀） - 東方妖遊記（村田栞） - 花に降る千の翼（月本ナシオ） - 花は桜よりも華のごとく（河合ゆうみ） - ビーンズ王国物語（和泉朱希） - マスケティア・ルージュ（志麻友紀） - まるマシリーズ（喬林知） - 身代わり伯爵シリーズ（清家未森） - メガロ・オーファン≪遺世界≫のものがたり（若木未生） - 揺らぐ世界の調律師（津守時生） - 瑠璃の風に花は流れる（槇ありさ） |

## Webラジオ
『ビーンズ王国 プリンス☆レディオ』という番組名でインターネットラジオが、プレ配信を2011年9月1日に行ったあと、2011年10月13日より2012年9月27日まで毎月第2、第4木曜日に音泉で定期配信された。全24回。
本誌上の企画『ビーンズ王国』を元に、長男・リチャード（CV：小野大輔）、次男・ジェームス（CV：細谷佳正）、三男・フィリップ（CV：市来光弘）という設定で、交代制でパーソナリティを担当している。
ビーンズ文庫や関連商品を紹介しながら、まばゆいひと時を提供するロイヤル系プリンスラジオがコンセプト。
ミニドラマと共に、ラジオCDに収録されている。タブリエ・コミュニケーションズより発売。CDは2枚組で、1枚目がオーディオCD、2枚目がデータCD-ROM。
コーナー
- 姫からの・・・おたより☆ - リスナーから届いたお便り紹介する。
- セリフジングル - リスナーから行って欲しいセリフを募集し、それをジングルとして使用する。
- おたすけ姫～る☆ - リスナーの悩みをパーソナイティが討論する。
- お豆成長日記 - ビーンズ王国の特産品「豆」を番組内で育てるドキュメント企画。